# Skwary (Łukta)
Skwary ist ein Ort in der polnischen Woiwodschaft Ermland-Masuren. Er gehört zur Gmina Łukta (Landgemeinde Locken) im Powiat Ostródzki (Kreis Osterode in Ostpreußen).
Skwary liegt am Westufer der Gilbing (polnisch Gilwa) im Westen der Woiwodschaft Ermland-Masuren, 17 Kilometer nordöstlich der Kreisstadt Ostróda (deutsch Osterode in Ostpreußen).
Über die Entstehung und Geschichte der heutigen Waldsiedlung (polnisch Osada leśna) liegen keine Unterlagen bzw. Belege vor, auch nicht in Beantwortung der Frage, ob der Ort vor 1945 bereits einen deutschen Namen hatte. So könnte er auch erst nach dem Zweiten Weltkrieg entstanden sein. Die geographische Lage lässt auch eine Identität mit der früheren ostpreußischen Försterei Klein Eissing zu.
Heute ist Skwary in das Schulzenamt (polnisch Sołectwo) Pelnik (Pulfnick) eingegliedert, innerhalb dessen er zur Landgemeinde Łukta (Locken) im Powiat Ostródzki (Kreis Osterode in Ostpreußen) gehört.
Kirchlich ist Skwary in die  evangelische Kirche Łęguty (Langgut), eine Filialkirche von Ostróda in der Diözese Masuren der Evangelisch-Augsburgischen Kirche in Polen, sowie in die römisch-katholische Kirche der Gottesmutter von Czędtochowa Łukta im Erzbistum Ermland eingepfarrt.
Skwary liegt an einer Landwegverbindung, die Pelnik (Pulfnick) mit Gietrzwałd (Dietrichswalde) verbindet. Eine Bahnanbindung besteht nicht.